# Rozeta (odlikovanja)
Rozeta /roʊˈzɛt/ mala je, kružna naprava koja se obično predstavlja uz medalju. Rozete se ili nose na medalji kako bi označile viši čin ili u situacijama u kojima se nošenje medalje smatra neprikladnim, kao na primjer na odijelu. Rozete se izdaju u zemljama poput Belgije, Francuske, Italije i Japana. Rozete se zbog svog oblika ponekad nazivaju i mašnama. Štoviše, velika rozeta ponekad se zakači na vrpcu koja visi na medalji, obično časničkoj (a ponekad i velikoj časničkoj ) znački određenih viteških redova.
Neke male rozete za rever nose se na isti način kao i igle za rever. Na primjer, vitezovi Reda Britanskog Carstva sada nose rozetu na reveru s križem reda u sredini, dok je prije to bila čisto metalna igla na reveru. Dok se metalna igla za rever montirana na svilenu rozetu smatra ukrasom za razlikovanje, to nije uvijek točno za metalni amblem koji nema podlogu od vrpce.

## SAD
U Sjedinjenim Državama, Medalja časti izdaje se sa svijetloplavom rozetom od 1/2 inča s bijelim zvjezdicama, odobrenom za civilnu nošnju kao gumb za rever. Prethodno je Purple Heart također bio predstavljen s ljubičastom i bijelom rozetom, ali sada je zamijenjen metalnim reverom. Rever je dizajniran kao manja verzija pravokutne servisne vrpce, također za upotrebu na civilnoj odjeći. Većina američkih vojnih medalja ima traku s trakom smanjenu na veličinu igle za rever. Članovi Sinova američke revolucije nose male, plavo-smeđe rozete kao gumbe za rever. Boje odgovaraju onima na uniformi gen. George Washington i Kontinentalna vojska.

## Belgija
Rozeta krasi vrpcu svih nacionalnih ordena za zasluge (naime Red Leopolda, Red Krune, Red Leopolda II. i neaktivni Red Afričke zvijezde i Kraljevski orden lava) u činu časnika. Takva se rozeta može nositi i u umanjenom obliku na odgovarajućoj građanskoj nošnji. Činovi iznad časnika (zapovjednik, veliki časnik i veliki križ) mogu nositi rozetu ukrašenu zlatnim i/ili srebrnim polugama (ili "polučvorovima") sa svake strane rozete na odgovarajućoj civilnoj nošnji. Takva rozeta također krasi vrpce koje se nose na polusvečanoj uniformi.

## Francuska
Nekoliko najviših odlikovanja Francuske, uključujući Légion d'Honneur i Ordre national du Mérite, predstavljeno je s rozetom uz medalju. Legija časti odobrila je rozetu za one koji imaju časnički čin ili viši. Ako je stupanj viši, rozeta je ukrašena zlatnim i/ili srebrnim polugama (ili "polučvorovima") koje se nalaze uz svaku stranu rozete. Na isti način dodjeljuje se i Orden za nacionalne zasluge. U prilikama kada se vrpce nose same, gore spomenuti polu-čvorovi i/ili rozete se pribadaju na vrpce kako bi označili stupanj nositelja.

## Ujedinjeno Kraljevstvo
U Ujedinjenom Kraljevstvu male srebrne rozete mogu se dodati na vrpce koje se nose umjesto medalja. Obično označavaju višestruke stupce dodjele, broj dodjele odlikovanja za zasluge ili istaknute usluge. (Iznimke su George Cross i Victoria Cross, gdje se vrpce izdaju samo s priloženim minijaturama medalja.) Nositelji Zvijezde 1914., Zvijezde 1939-45., Atlantske zvijezde, Pacifičke zvijezde, Burmanske zvijezde, Južnoatlantske medalje (dodijeljene za zasluge u Falklandskom ratu), medalje Zaljevskog rata 1991. i medalje Sierra Leone mogli su također dobivaju ove rozete ako ispunjavaju određene kriterije za borbenu službu.